# Valter Giuliani
| 6882 Sormano     | 5 febbraio 1995   |
| 7199 Brianza     | 28 marzo 1994     |
| 8111 Hoepli      | 2 aprile 1995     |
| 10605 Guidoni    | 3 novembre 1996   |
| 10606 Crocco     | 3 novembre 1996   |
| 12405 Nespoli    | 15 settembre 1995 |
| 13689 Succi      | 9 settembre 1997  |
| 14104 Delpino    | 2 ottobre 1997    |
| 16682 Donati     | 18 marzo 1994     |
| 16749 Vospini    | 16 agosto 1996    |
| 21289 Giacomel   | 3 novembre 1996   |
| 27900 Cecconi    | 7 settembre 1996  |
| 27958 Giussano   | 9 settembre 1997  |
| 35270 Molinari   | 7 settembre 1996  |
| 37706 Trinchieri | 8 settembre 1996  |
| 37734 Bonacina   | 30 ottobre 1996   |
| 46691 Ghezzi     | 30 gennaio 1997   |
| 79271 Bellagio   | 28 settembre 1995 |
| 100641 Cledassou | 3 novembre 1997   |
| 190310 De Martin | 2 ottobre 1997    |

Valter Giuliani (Cantù, 12 dicembre 1960) è un astronomo amatoriale italiano di professione docente di fisica.
Compie le proprie ricerche dall'Osservatorio astronomico di Sormano.
Il Minor Planet Center gli accredita la scoperta di ventidue asteroidi, effettuate tra il 1994 e il 1997, in parte in collaborazione con altri astronomi: Marco Cavagna, Paolo Chiavenna, Francesco Manca, Piero Sicoli, Augusto Testa e Graziano Ventre.